# Gordon Hobday
Sir Gordon Hobday (* 1. Februar 1916 in Sawley (Derbyshire); † 27. Mai 2015) war ein britischer Chemiker und Pharmamanager.

## Biografie
Hobday studierte Chemie an der Universität Nottingham und wurde an der Universität London promoviert. Ab 1939 war er Forschungsassistent bei der Pharmafirma Boots. Im Zweiten Weltkrieg bemühte man sich dort um die Penicillin-Produktion (wobei Hobday auch Kontakt zu Alexander Fleming hatte, der ihm aber nicht sehr hilfreich war, wie er sich später erinnerte) und nach dem Krieg unter Leitung von Jack Drummond mit der Bekämpfung von Tropenkrankheiten mit Blick auf den Markt im ehemaligen britischen Empire. Nach der spektakulären Ermordung von Drummond und seiner Familie in Frankreich (Domenici-Prozess) folgte ihm Hobday als Forschungsdirektor und verlagerte die Forschung auf Herzerkrankungen und Arthritis. Hobday war 1952 bis 1968 Forschungsdirektor von Boots in Nottingham. 
Mit seiner Förderung wurde dort Ibuprofen entwickelt. Die Entwicklungsgruppe unter Stewart Adams suchte eine Alternative zu Aspirin bei der Behandlung rheumatoider Arthritis und fand den Wirkstoff Weihnachten 1963 (damals Brufen genannt). Danach waren noch sechs Jahre weitere Forschung und Entwicklung bis zur Zulassung und Markteinführung nötig. 
1968 wurde er Deputing Managing Direktor, 1970 Managing Director und 1973 Chairman von Boots, was er bis 1981 blieb. Unter seiner Leitung wurde der Konkurrent Timothy Whites übernommen, ein Übernahmeversuch von Glaxo schlug 1972 aufgrund des Einspruchs der Monopolkommission fehl. Auch die Übernahme des Einzelhändlers House of Fraser (damals mit dem Kaufhaus Harrods) schlug aufgrund des Einspruchs der Monopolkommission 1973 fehl. Später expandierte er im Ausland und fusionierte die Agrochemie-Sparte mit Fisons.
1981 zog er sich von Boots zurück und wurde Direktor von Central Independent Television, die 1982 in Birmingham auf Sendung gingen. Das blieb er bis 1985.
Er war auch Direktor bei der Lloyds Bank und stellvertreter Vorsitzender der Prices Commission.
1979 wurde er als Knight Bachelor geadelt. 1979 bis 1992 war er Kanzler der University of Nottingham und 1983 bis 1991 Lord Lieutenant of Nottinghamshire.
Er war zweimal verheiratet und hatte eine Tochter aus erster Ehe. Sein Hobby war das Reparieren alter Uhren und Barometer.

## Quelle
- Sir Gordon Hobday, research chemist – obituary. In: The Telegraph. 16. Juni 2015, abgerufen am 7. Juni 2016 (Nachruf).

| Personendaten    | Personendaten                   |
| ---------------- | ------------------------------- |
| NAME             | Hobday, Gordon                  |
| KURZBESCHREIBUNG | britischer Chemiker und Manager |
| GEBURTSDATUM     | 1. Februar 1916                 |
| GEBURTSORT       | Sawley (Derbyshire)             |
| STERBEDATUM      | 27. Mai 2015                    |